# Chevry-Cossigny
Chevry-Cossigny ist eine französische Gemeinde mit 4.019 Einwohnern (Stand 1. Januar 2022) im Département Seine-et-Marne in der Region Île-de-France. Sie gehört zum Arrondissement Torcy und zum Kanton Ozoir-la-Ferrière.

## Geographie
Chevry-Cossigny liegt 27 Kilometer südöstlich von Paris am Fluss Réveillon. Nachbargemeinden sind Ozoir-la-Ferrière im Norden, Gretz-Armainvilliers im Nordosten, Grisy-Suisnes im Süden, Brie-Comte-Robert im Südwesten und Férolles-Attilly im Westen.

## Geschichte
Die Gemeinde entstand aus den ehemaligen zwei Pfarreien Chevry und Cossigny. Verschiedene Grundherren hatten Anteil an den Besitzungen.

## Bevölkerungsentwicklung

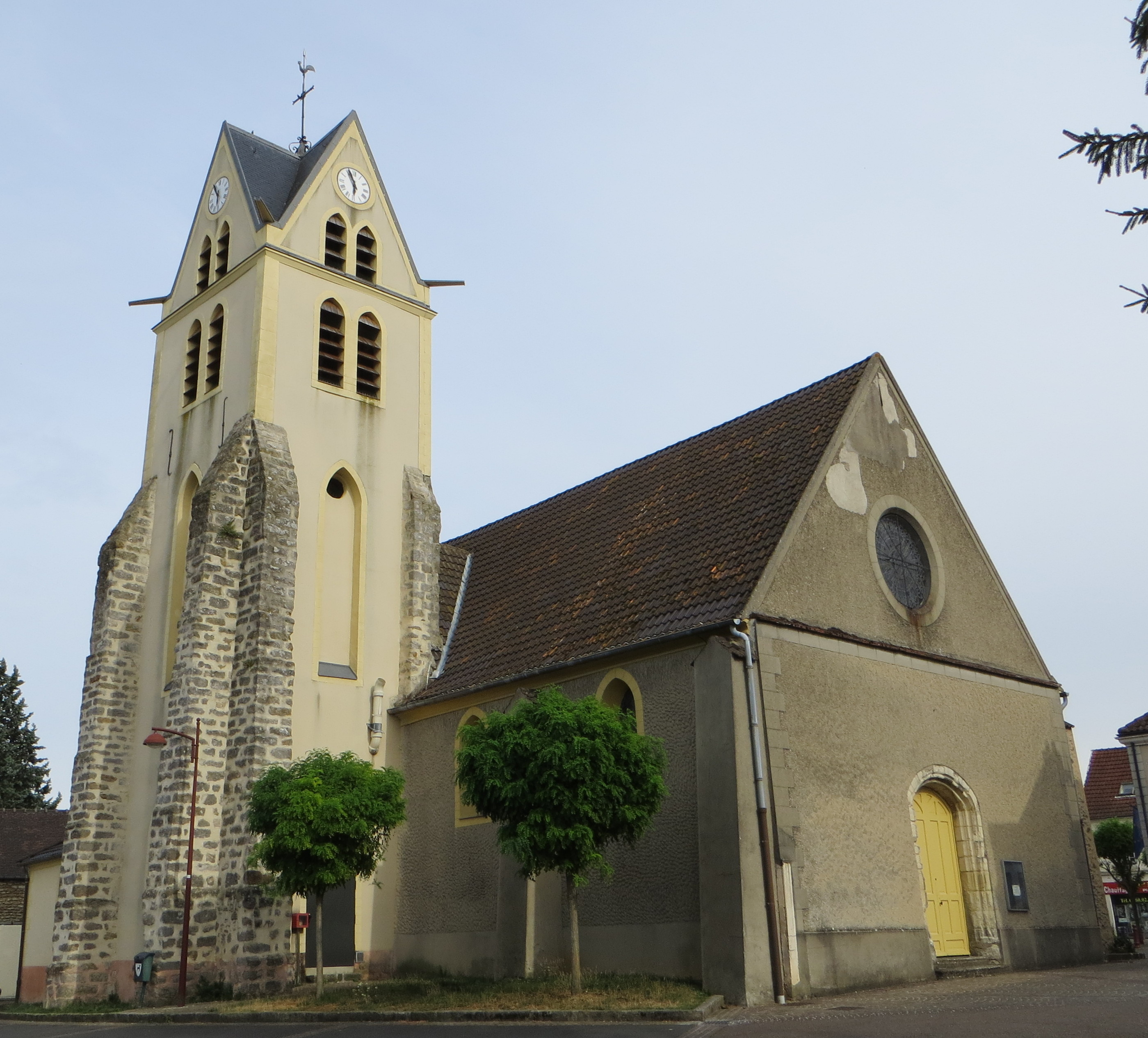
Kirche Notre-Dame-de-l’Assomption

| Jahr      | 1962 | 1968 | 1975 | 1982 | 1990 | 1999 | 2007 | 2017 |
| Einwohner | 814  | 970  | 1255 | 1722 | 1954 | 3315 | 3649 | 3952 |

## Sehenswürdigkeiten
Siehe auch: Liste der Monuments historiques in Chevry-Cossigny
- Kirche Notre-Dame-de-l’Assomption in Chevry, erbaut ab dem 12. Jahrhundert

## Persönlichkeiten
- Auguste-Edmond Petit de Beauverger (1818–1873), Bürgermeister von Chevry-Cossigny und Abgeordneter
- Charles Pathé (1863–1957), französischer Filmpionier